# Euphorbia centralis
Euphorbia centralis là một loài thực vật có hoa trong họ Đại kích. Loài này được B.G.Thomson mô tả khoa học đầu tiên năm 1992.